# Fabiano Silva
Fabiano Josué de Souza Silva (Presidente Prudente, Brasil, 14 de marzo de 2000), más conocido como Fabiano, es un futbolista brasileño que juega de defensa en el Ceará S. C. de la Serie A de Brasil.

## Trayectoria
Es un canterano de los clubes brasileños C. A. Penapolense y C. A  Linense, antes de pasar a la cantera del S. C. Braga de Portugal en 2018. Debutó como profesional con el Braga en una victoria por 4-0 en la Primeira Liga contra el C. D. Aves el 4 de julio de 2020. La temporada 2020-2021 la pasó cedido en el Académica de Coimbra.

## Estadísticas

### Clubes
Actualizado al último partido disputado el 31 de octubre de 2024.
| Club                          | Div.          | Temporada     | Liga  | Liga  | Copas nacionales | Copas nacionales | Copas internacionales | Copas internacionales | Total | Total |
| Club                          | Div.          | Temporada     | Part. | Goles | Part.            | Goles            | Part.                 | Goles                 | Part. | Goles |
| ----------------------------- | ------------- | ------------- | ----- | ----- | ---------------- | ---------------- | --------------------- | --------------------- | ----- | ----- |
| S. C. Braga "B" Portugal      | 4.ª           | 2019-20       | 21    | 1     | —                | —                | —                     | —                     | 21    | 1     |
| S. C. Braga "B" Portugal      | 4.ª           | 2020-21       | 1     | 0     | —                | —                | —                     | —                     | 1     | 0     |
| S. C. Braga "B" Portugal      | Total club    | Total club    | 22    | 1     | 0                | 0                | 0                     | 0                     | 22    | 1     |
| S. C. Braga Portugal          | 1.ª           | 2019-20       | 2     | 0     | 0                | 0                | 0                     | 0                     | 2     | 0     |
| Académica de Coimbra Portugal | 2.ª           | 2020-21       | 25    | 1     | 3                | 0                | —                     | —                     | 28    | 1     |
| Académica de Coimbra Portugal | Total club    | Total club    | 25    | 1     | 3                | 0                | 0                     | 0                     | 28    | 1     |
| S. C. Braga Portugal          | 1.ª           | 2021-22       | 27    | 0     | 2                | 0                | 7                     | 0                     | 36    | 0     |
| S. C. Braga Portugal          | 1.ª           | 2022-23       | 12    | 0     | 4                | 0                | 5                     | 0                     | 21    | 0     |
| S. C. Braga Portugal          | Total club    | Total club    | 41    | 0     | 6                | 0                | 12                    | 0                     | 59    | 0     |
| Kasımpaşa S. K. Turquía       | 1.ª           | 2022-23       | 9     | 0     | —                | —                | —                     | —                     | 9     | 0     |
| Kasımpaşa S. K. Turquía       | Total club    | Total club    | 9     | 0     | 0                | 0                | 0                     | 0                     | 9     | 0     |
| Moreirense F. C. Portugal     | 1.ª           | 2023-24       | 25    | 1     | 1                | 0                | —                     | —                     | 26    | 1     |
| Moreirense F. C. Portugal     | 1.ª           | 2024-25       | 7     | 0     | 1                | 0                | —                     | —                     | 8     | 0     |
| Moreirense F. C. Portugal     | Total club    | Total club    | 32    | 1     | 2                | 0                | 0                     | 0                     | 34    | 1     |
| Total carrera                 | Total carrera | Total carrera | 129   | 3     | 11               | 0                | 12                    | 0                     | 152   | 3     |

## Palmarés

### Campeonatos regionales
| Título              | Club        | Estado | Año  |
| ------------------- | ----------- | ------ | ---- |
| Campeonato Cearense | Ceará S. C. | Ceará  | 2025 |